# Romaixki (Krasnodar)
|  | Per a altres significats, vegeu «Romaixki». |

Romaixki - Ромашки (rus) - és un poble (un khútor) del krai de Krasnodar, a Rússia. Es troba a la vora d'un afluent de l'esquerra del Sossika, tributari del Ieia. És a 13 km al nord-oest de Leningràdskaia i a 149 km al nord de Krasnodar.
Pertany al khútor de Zàpadni.